# 전류정 여흥민씨 충절유적
전류정 여흥민씨 충절유적은 대한민국 경기도 김포시 하성면 전류리에 있다. 2017년 3월 15일 김포시의 향토유적 제17호로 지정되었다.

## 개요
표충사와 정성지문은 17세기 중반 이후 건립된 것으로 보이는 김포의 대표 사족(士族) 여흥민씨 일가의 유적이다. 사당은 기둥 및 석재 등의 건축 부재에서 조선시대의 것들이 확인된다.   사당 내 중수기(1926년) 내용에 따르면 고려말 민유(閔愉, ?~?) 이래 분진(汾津, 통진)의 봉성산(鳳城山)에 전하던 전류정(轉流亭)을 중심으로 하여 여흥민씨 김포종중의 종가가 자리하였고 그 부근에 표충사와 정성지문이 건립된 것으로 보인다. 또한, 민성 일가 12정려는 1640년 인조에 의해서 ‘정성지문(旌?之門)’이라 명명되었으며, 한꺼번에 하사된 조선 유일의 최대 정려라는데 역사적 의의가 있다.  전류정이 위치한 전류산은 조선시대 후기의 고지도에서도 볼 수 있다. 동국여지승람(東國輿地勝覽), 해동지도(海東地圖) 등에 전류산의 지명이 등장하며 동여도(東輿圖)에서는 통진(通津)에 전류정의 이름과 위치가 표기되어 있는데, 통진의 대표적인 표지로 전류정을 기록하고 있어 위치를 추정하는 단서를 제공하였다.   전류정은 조선 후기까지 정자(亭子)로서 그 기능을 하였으며, 민인백(閔仁伯), 민혁(閔赫) 등을 통해 김포 내 여흥민씨 문중에게 보존되며 선조의 유업을 다지는 역사적인 장소로 활용되었음이 전해진다.